# Memorial Art Gallery
El Memorial Art Gallery és el museu d'art cívic de Rochester, Nova York. Fundat el 1913, forma part de la Universitat de Rochester i ocupa la meitat sud de l'antic campus de Prince Street de la Universitat. És el focus de l'activitat de belles arts en la regió i acull l'Exposició biennal Rochester Finger Lakes i el Festival anual de Clothesline.

## Història
La Galeria és un monument a James George Averell, net de Hiram Sibley. Després que Averell moris als 26 anys, la seva mare, Emily Sibley Watson (llavors esposa de James Sibley Watson), va passar diversos anys buscant una manera de commemorar-ho públicament. Mentrestant, Rush Rhees, president de la Universitat de Rochester, havia estat buscant benefactors. Rhees va incloure una galeria d'art dedicada en un mapa del campus ja el 1905. El Rochester Art Club, que va ser el focus pels entusiastes de l'art de la zona i que havia exposat i ensenyat en els llocs d'art de l'època (Reynolds Arcade, Bevier Memorial Building i Powers Block) va secundar la creació de la galeria. Des de la seva creació el 1912 la Galeria ha existit com a departament de la Universitat amb una junta independent supervisant les seves col·leccions i programes. Rush Rhees va reunir la junta inicial de gerents, inclòs el president del Club d'Art, George L. Herdle, el novembre de 1912 i el vuit d'octubre següent, va presidir la inauguració de la Galeria.

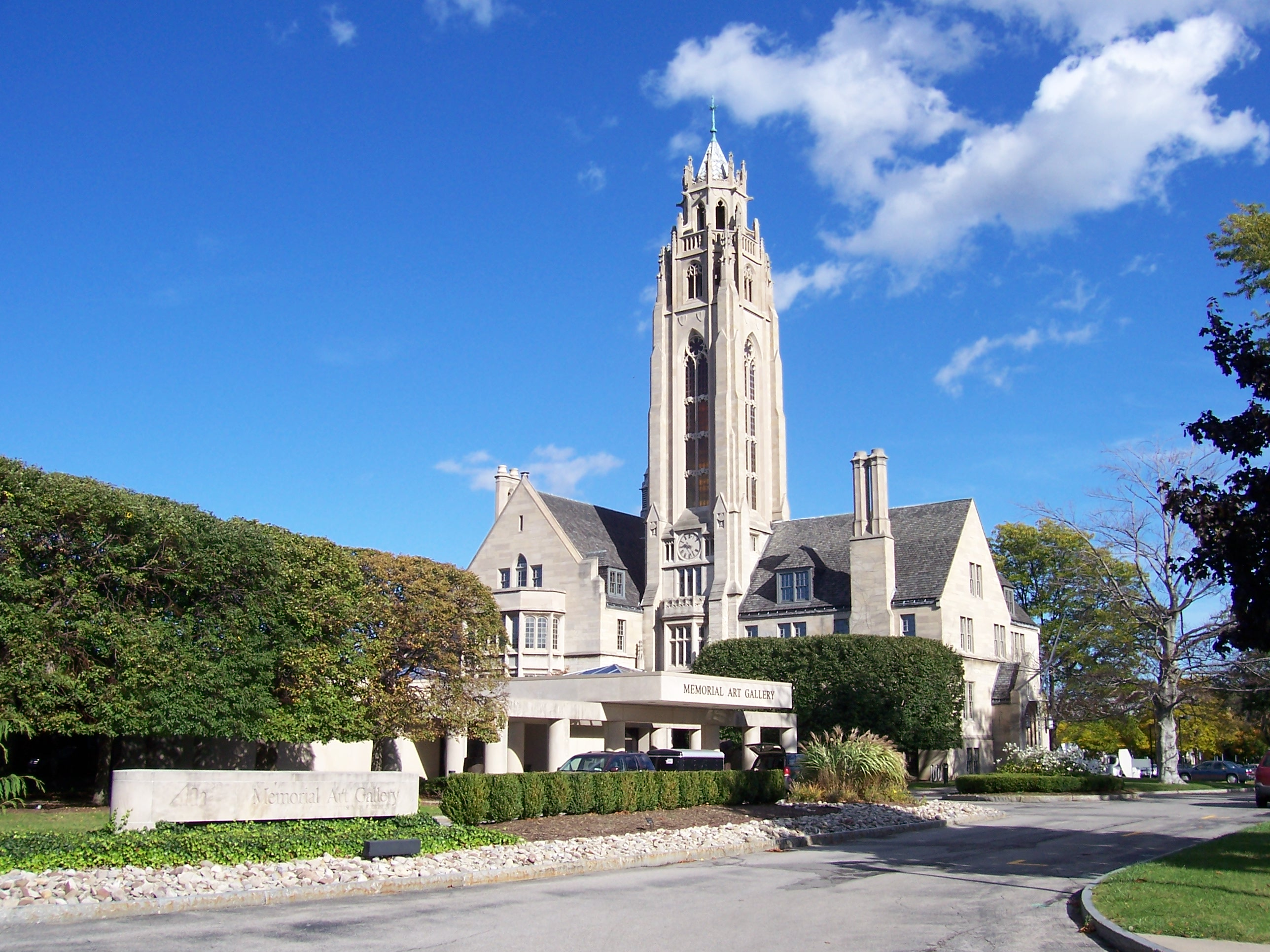
L'entrada principal de la Galeria.

L'exposició inaugural, a cura de George Herdle, va consistir en pintures estatunidenques contemporànies, moltes de les quals estaven a la venda, en préstec dels artistes o dels seus distribuïdors. Atès que la Galeria no tenia dotació per adquisicions en les primeres dècades, les exposicions van ser una oportunitat perquè els donants adquirissin obres i després donessin immediatament les seves compres a la galeria per iniciar la seva col·lecció permanent. Entre els principals regals adquirits en les exposicions cal citar: el carnestoltes d'or de Willard Metcalf, Oxen on the Beach de Joaquín Sorolla i el de Paul Dougherty [Costa de Cornualla, prop de San Ives].
George Herdle va organitzar un programa d'exposicions ambiciós amb múltiples exposicions que canviaven mensualment. Les primeres exposicions importants van incloure l'exposició de 1914 en la qual es va introduir el procés original de Kodachrome de dos colors, i el 1919 una controvertida exposició individual de George Bellows. També es van fer exposicions anuals del Rochester Art Club a la Galeria. En els primers anys, aquestes exposicions canviants es van complementar amb exposicions de préstecs de les col·leccions privades de George Eastman, els Sibley, els Watson i altres famílies destacades de Rochester. Amb la prematura mort de Herdle el 1922, la seva filla, graduada a la Universitat de Rochester, Gertrude L. Herdle va començar el que seria una carrera de 40 anys com a directora del museu. Una altra filla, Isabel C. Herdle, va exercir diversos càrrecs de comissaria a partir del 1932, després d'estudiar a la Universitat de Rochester, amb treballs de postgrau al Radcliffe College i el curs d'estudis museístics de Paul Sachs al Fogg, al Courtauld Institute of Art i al Royal Institut de Tecnologia d'Estocolm. Abans d'unir-se a la Galeria d'Art Memorial, la seva germana Isabel Herdle va treballar durant un any al museu de Young.
Avui en dia, la galeria té el suport dels seus membres, la Universitat de Rochester i fons públics del comtat de Monroe i el Consell de les Arts de l'Estat de Nova York.

## Col·leccions

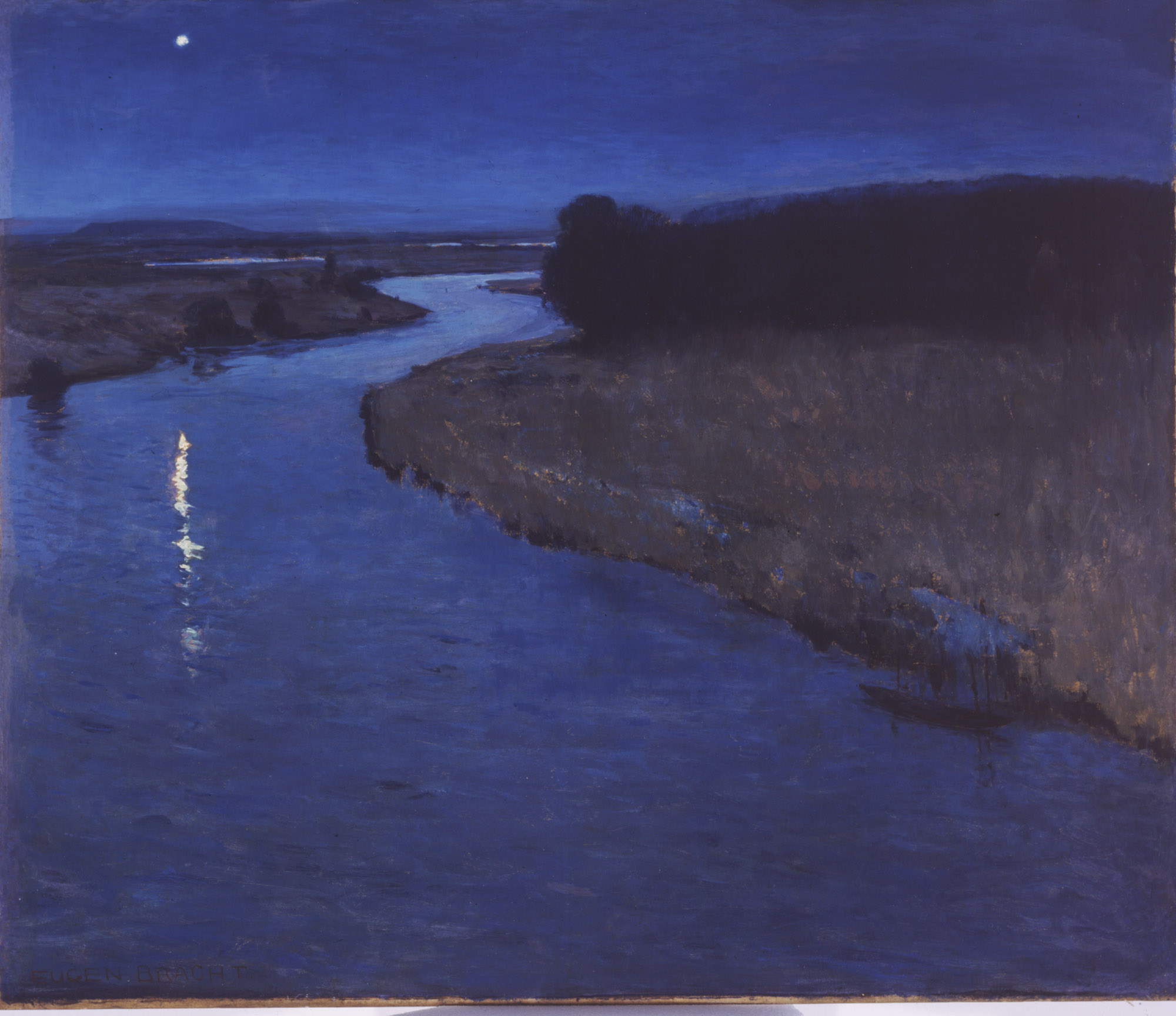
Una de les primeres obres "Morning Star" d'Eugen Bracht, adquirida el 1913

La col·lecció permanent de la Galeria consta d'uns 12.000 objectes, incloent obres de Monet, Cézanne, Matisse, Homer i Cassatt. Els mestres contemporanis de la col·lecció inclouen Wendell Castle, Albert Paley i Helen Frankenthaler. Altres obres destacades:
- Col·lecció de George Eastman de prop de 60 pintures de les escoles Old Master, Britànica, neerlandesa, americana i francesa Barbizon, incloent-hi un Rembrandt [Retrat d'un jove en una butaca][15][16]
- La col·lecció de l'Enciclopèdia Britànica de l'art americà del segle[17]
- La col·lecció Charles Rand Penney[18]
- Jean-Léon Gérôme [Interior d'una mesquita], l'única pintura de la col·lecció original de Hiram Sibley encara en mans de la Galeria[19]
- Antiguitats egípcies i orientals del Mediterrani de la col·lecció d'Herbert Ocumpaugh, un empresari del segle XIX
- Antiguitats d'Orient Pròxim de la col·lecció de Frederic Grinnell Morgan d'Aurora, NY[20]
- Plata anglesa i continental dels segles XVII a XIX de la col·lecció d'Ernest Woodward, hereu de la fortuna Jell-O
- El Greco Aparició de la Verge a Sant Jacint, primer treball que s'adquireix de la Marion Stratton Gould de la Galeria[21]
- Retrat del coronel Nathaniel Rochester[22]

La col·lecció permanent inclou més de 500 objectes de les col·leccions de quatre generacions de les famílies Sibley i Watson.

## Participació comunitària
A més d'organitzar exposicions, classes i programes educatius, la Galeria organitza esdeveniments tan importants com l'Exposició biennal Richester-Finger Lakes i el Festival anual de Clothesline.
- L'Exposició Rochester Finger Lakes és un concurs biennal per obres d'art dels 27 comtats occidentals de Nova York.[24] És jutjat per jurats convidats, que han inclòs a Charles E. Burchfield, John Bauer, ex director del Museu Whitney d'Art Americà, i Thomas Messer, ex director del Museu Solomon.
- El Festival Clothesline és una exposició a l'aire lliure on els visitants compren obres d'art directament a expositors de l'estat de Nova York i gaudeixen d'entreteniment en viu i activitats familiars.[25] La Galeria va iniciar a contracor el Festival com un espectacle sense precedents el 1957, i el Festival sempre ha demostrat ser un plaer i un mitjà per reforçar el pressupost de la Galeria.[26]

## Galeria

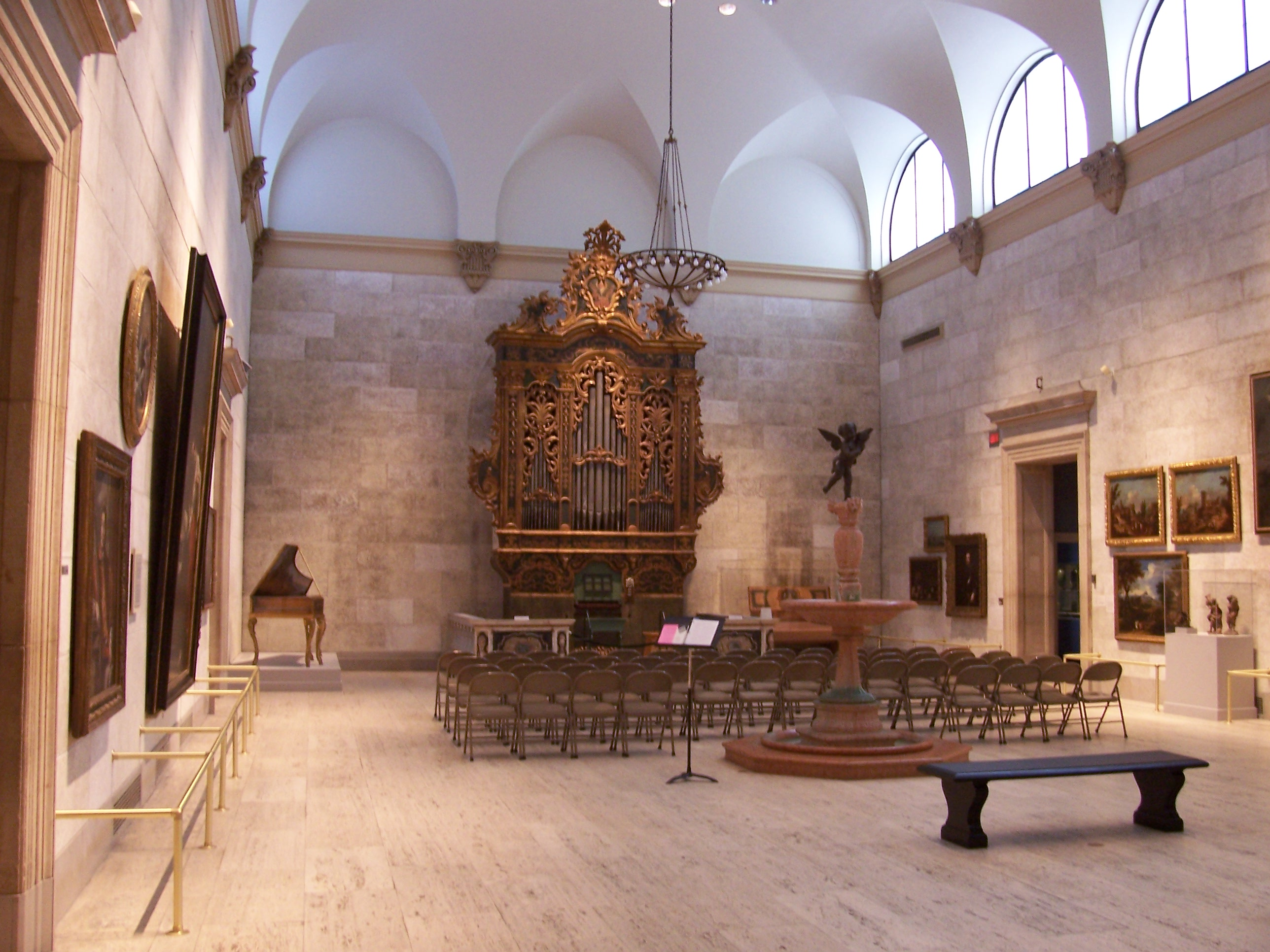
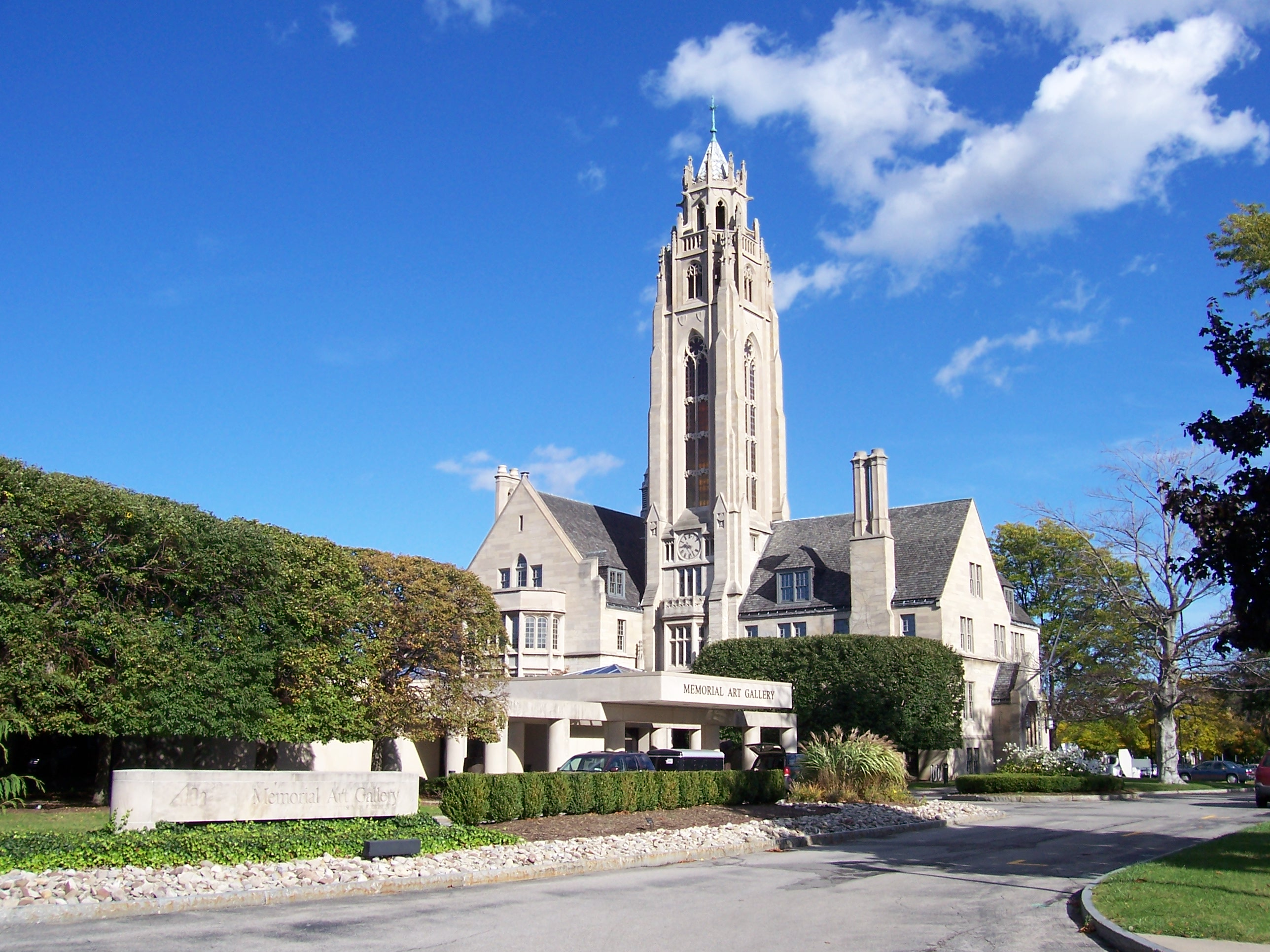
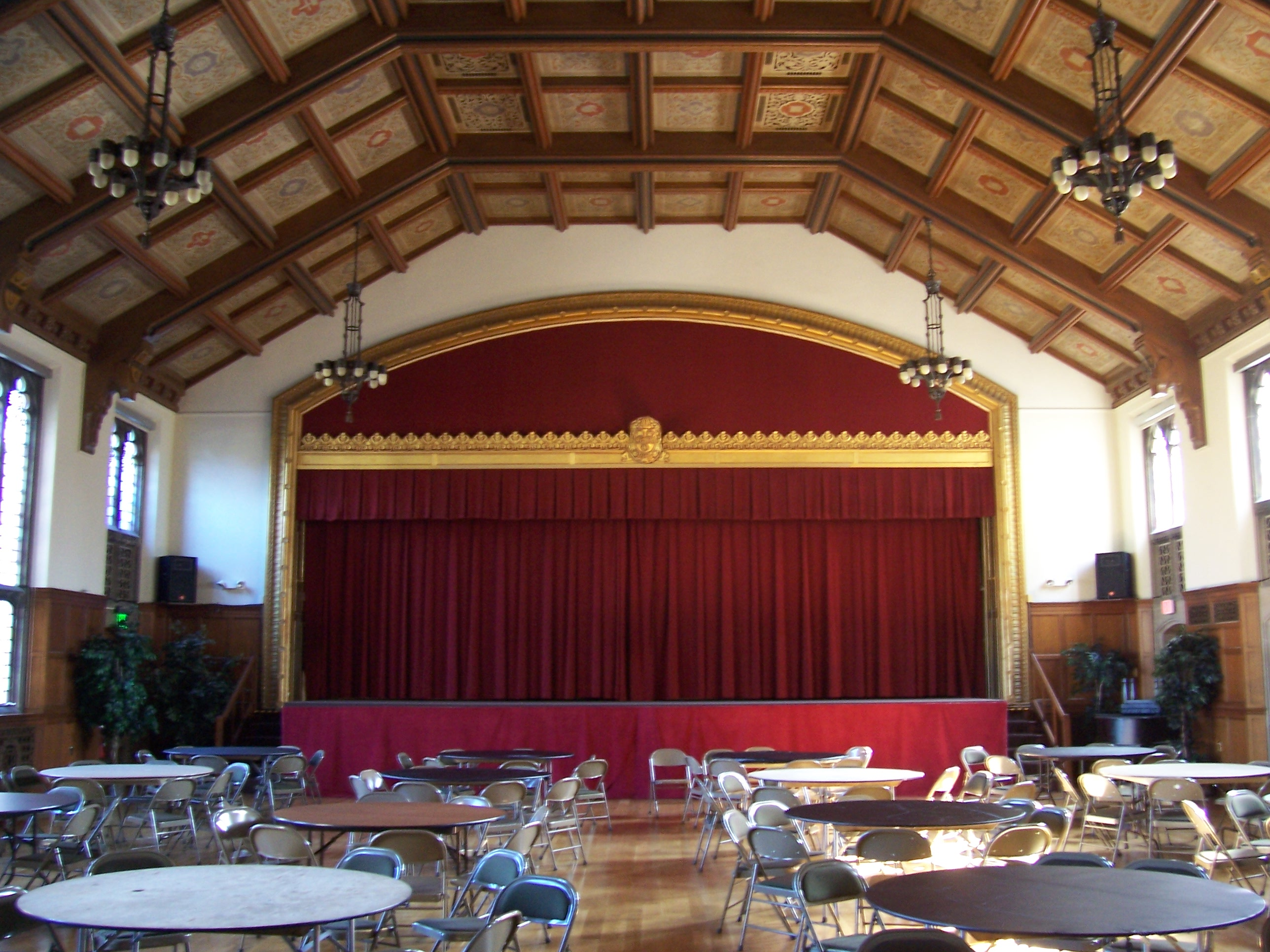
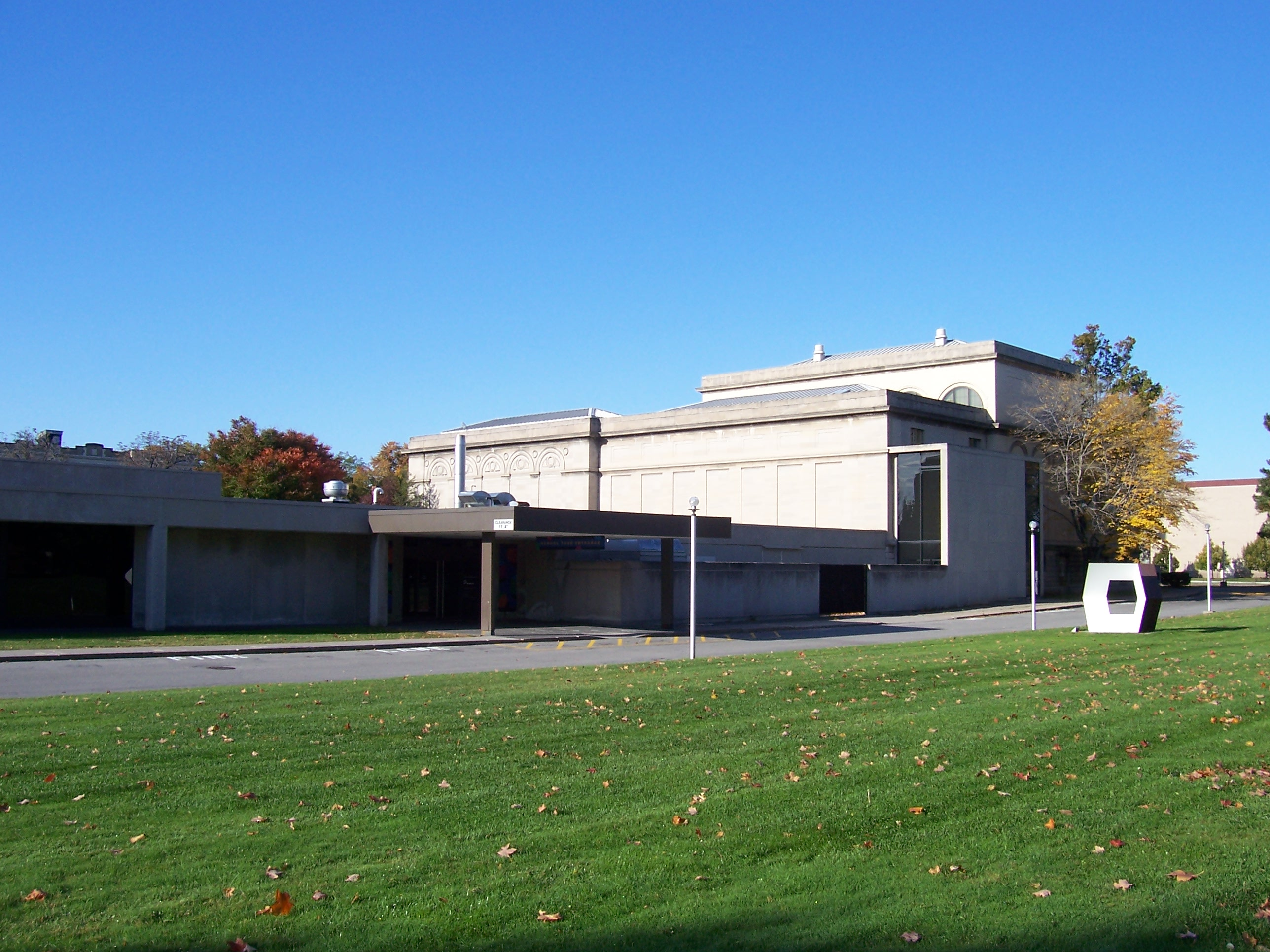